# Yidu
Yidu (宜都 ; pinyin : Yídū) est une ville de la province du Hubei en Chine. C'est une ville-district placée sous la juridiction de la ville-préfecture de Yichang.